# Болсруд, Ян
Ян Сигурд Болсруд (норв. Jan Baalsrud; 13 декабря 1917 — 30 декабря 1988) — норвежский военный, участник норвежского движения Сопротивления, прошедший обучение в Великобритании во время Второй мировой войны. Прославился благодаря своему драматическому побегу через Северный Тромс в Швецию весной 1943 года.

## Биография
Ян Болсруд родился в Кристиании (нынешний Осло), в начале 1930-х годов переехал со своей семьей в Колботн. В 1939 году получил высшее образование по специальности геодезиста.
В 1940 году, во время немецкого вторжения в Норвегию Болсруд в звании сержанта сражался в Вестфолле. После поражения в войне вместе с отступающими норвежскими войсками оказался в Швеции, которая придерживалась нейтралитета, но его заподозрили в шпионаже и выслали из страны.
В 1941 году Болсруд добрался до Великобритании, где присоединился к 1-й отдельной норвежской роте. В начале 1943 года он с отрядом норвежцев из 12 человек на лодке «Браттхольм» предприняли миссию по уничтожению немецкой диспетчерской вышки на аэродроме в Бардуфосе и вербовке людей для норвежского движения Сопротивления.
Миссия, получившая название операция «Мартин», оказалась скомпрометирована, когда Болсруд и его отряд в поисках своего человека из Сопротивления случайно вступили в контакт с владельцем магазина, имя которого оказалось тем же, что и у их контакта. Опасаясь за свою жизнь и подозревая, что это немецкая проверка, тот сообщил об этом в местное отделение полиции, которая поставила в известность немцев.
На следующее утро, 29 марта, их рыбацкую лодку, на борту которой было около 100 килограммов взрывчатки, предназначенной для разрушения диспетчерской вышки, атаковало немецкое судно. Норвежцы затопили свою лодку, подорвав её с помощью взрывателя с задержкой времени, и скрылись на небольшой лодке, но их лодка была вскоре потоплена немцами.
Болсруд вместе с отрядом сумел добраться до берега, но оказался единственным, кого немцы не захватили в плен.
О том, что произошло дальше Роберт Колкер пишет следующее:
То, что произошло в течение последующих девяти недель, остается одной из самых диких и непостижимых историй выживания во Второй мировой войне. Болсруд обморозил ноги, его засыпало снежной лавиной. Он три дня провёл в метели, был заживо погребен в снегу еще на четыре дня и оставлен под открытым небом еще на пять. Пробыв в одиночестве еще две недели в пещере, он с помощью ножа ампутировал несколько обмороженных пальцев ног, чтобы остановить распространение гангрены. Последние несколько недель он провел привязанным к носилкам, при смерти, в то время как несколько сельских жителей тащили его через горы.
.
Проведя в бегах более двух месяцев, страдая от обморожения и снежной слепоты, он мог рассчитывать только на помощь местных жителей.
Из Саарикоски на севере Финляндии Болсруд был эвакуирован гидросамолётом Красного Креста и доставлен в Буден. Болсруд провел семь месяцев в шведском госпитале в Будене, прежде чем его отправили в Великобританию, а затем — в Шотландию, где он инструктировал и помогал в подготовке других норвежских патриотов, которые затем перебрасывались в Норвегию для борьбы с немцами.
После окончания войны Болсруд смог вернуться в Осло и воссоединиться со своей семьей, которую он оставил пять лет назад.
Болсруд был награждён Орденом Британской империи, Медалью Святого Олафа с дубовой ветвью и Памятной медалью 70-летнего юбилея короля Хокона VII.
После войны Болсруд внёс вклад в местные скаутские и футбольные ассоциации. Кроме того, с 1957 по 1964 год был председателем Норвежского союза ветеранов-инвалидов. В 1962 году переехал на Тенерифе, где прожил большую часть жизни. Вернулся в Норвегию незадолго до смерти.
Скончался 30 декабря 1988 года в возрасте 71 года и согласно его желанию был похоронен в Маннделене, где местные жители помогли ему бежать в Швецию.

## Память
Ежегодно 25 июля в Тромсё проводится марш памяти Болсруда, участники которого в течение девяти дней проходят его маршрутом побега.
В его честь была названа улица в Кольботне — Jan Baalsruds plass.

## Фильмы
О подвиге Яна Болсруде снято два фильма:
- 1958 — Девять жизней / Ni Liv
- 2017 — 12-й человек / Den 12. mann